# Matylda Ostojska
Matylda Ostojska (née le 11 mai 1990) est une escrimeuse polonaise, pratiquant le sabre.

## Biographie
Elle débute dans le club de Dragon Łódź, ensuite elle passe à AZS-AWF Varsovie.

## Palmarès

### Championnats d'Europe
- 2008 à Kiev,  Ukraine
  -  Médaille d'or en sabre par équipe